# Bibliotheek TU Delft
De Universiteitsbibliotheek van de Technische Universiteit Delft op de campus van de universiteit in de Wippolder werd geopend op 15 mei 1998.  

## Achtergrond
De bibliotheek bevond zich sinds 1843 in in het hoofdgebouw van de Koninklijke Akademie op de Oude Delft 95. Vanwege ruimtegebrek werd in 1915 een nieuw gebouw geopend aan de Doelenstraat (Delft). Het gebouw was een ontwerp van Rijksbouwmeester Jan Vrijman. De bibliotheek bestond uit twee delen; het hoofdgebouw met studiezalen en werkkamers in Neo-Renaissance stijl, en het depotgebouw in Neo-Classicistische stijl. In de tweede helft van de twintigste eeuw was de collectie verspreid geraakt over meerdere dependances. In de jaren 80 besloot men daarom dat er behoefte was aan een nieuwe bibliotheek in de TU-wijk. 

## Het Wippolder-complex

### Ontwerp
In maart 1992 werd een programma van eisen overhandigd aan drie architectenbureaus: Benthel Crouwel, Jo Coenen & Co en Mecanoo. Het ontwerp van het Delftse architectenbureau Mecanoo viel bij de jury het meest in de smaak. Het oorspronkelijke ontwerp was begroot op 90 miljoen gulden, een bedrag wat de TU echter niet rond kreeg. Daarom werd er gesnoeid in de grootte van de kegel, en ging het vloeroppervlak terug van 22.000 naar 12.000 m².
De bibliotheek is ingedeeld in ruimtes met verschillende functies en activiteiten. De centrale hal biedt ruimte om laatste nummers van tijdschriften en boeken te raadplegen. Oudere uitgaven en verzamelingen worden in de halfverzonken lagere verdieping opgeslagen en kunnen worden opgevraagd. Díe verdieping is niet voor het publiek toegankelijk. Faculteitspecifieke boeken en tijdschriften worden beheerd op satellietbibliotheken in faculteiten.
Op de publiekelijk toegankelijke verdieping van de bibliotheek is een uitleenbalie, en er zijn computers beschikbaar voor algemeen gebruik: óf voor het raadplegen van de databank van de bibliotheek, óf om bijvoorbeeld via internet informatie te zoeken.
In de bibliotheek is een aparte ruimte ingericht met computers voor studenten, en er zijn verschillende studie- of vergaderruimtes die voor studenten gratis te reserveren zijn. In het midden van de bibliotheek bevindt zich "de kegel": een vide, naar boven open in het midden, met vier verdiepingen eromheen, met op elke verdieping ruimte met tafels en stoelen om te studeren. De vide loopt kegelvormig toe naar boven, samen met de puntvorm van het dak.
De oostwand van de centrale hal is bedekt met kasten, van vloer tot plafond over vier verdiepingen, met boeken. De noordkant is een muur van glas om buitenlicht binnen te laten. De zuidkant zijn kantoren. De hoofdingang is aan de westkant.
Het gebouw heeft een schuin dak dat van het maaiveld oploopt naar boven. Het is bedekt met gras, en met enige banen van grote rechthoekige tegels ter decoratie. Dit dak kan vrijelijk betreden worden. 

### Financiering en bouw
Het scheelde weinig of de bibliotheek was er in haar uiteindelijke vorm helemaal niet gekomen. De bouw van het ontwerp was door architect Francine Houben begroot op 50 miljoen gulden, en na doorrekening van een onafhankelijk adviesbureau moest het voor 55 miljoen haalbaar zijn. Er bleek echter geen enkele aannemer te vinden die het voor minder dan 67 miljoen wilde neerzetten. Daarom werd de bouw in 1995 aanvankelijk afgeblazen. In het jaar daarop kwam de financiering echter alsnog rond, en kon in de lente van 1996 alsnog de eerste paal worden geslagen.

### Ingebruikname
In maart 1998, twee maanden voor de officiële opening van de nieuwe bibliotheek, werd deze gebruikt voor een protestactie tegen de WUB-regeling, die de macht van studenten- en ondernemingsraad op het universiteitsbeleid zou inperken. De kegel werd voorzien van een droevig kijkende, levensgroot geverfde smiley. Vervolgens werden flyers uitgedeeld met een tekening van deze droevig kijkende kegel, met daaronder de tekst: "We krijgen er een punthoofd van".
Op vrijdag 15 mei 1998 werd de bibliotheek officieel geopend door alumnus prins Johan Friso. 

### Problemen
De verf van de smiley werd verwijderd, maar bleek zo hardnekkig dat de kegel overgeschilderd moest worden. Dat was echter niet het enige probleem waar de nieuwe bibliotheek een oplossing voor moest vinden. Het klimaatbeheersingssysteem werkte niet goed, waardoor het steevast óf te warm óf te koud was in het gebouw, de luchtvochtigheid kon niet goed geregeld worden, de servers van de IT-afdeling konden in de serverruimte niet goed gekoeld worden, en de zonwering had het direct na de oplevering al begeven. Ook was er overlast van hangjongeren uit de naastgelegen woonwijk, die profiteerden van het gratis toegankelijke internet. Het meeste had de bibliotheek echter te lijden van wateroverlast. Vanaf de oplevering kampte het al met lekkages. Eerst lag het probleem alleen bij constructiefouten in het grasdak, enkele jaren later bleken ook de kegel en de glazen wanden niet waterdicht. Verder stroomde het riool over bij hevige regenval. De wateroverlast werd uiteindelijk in 2009 definitief opgelost.

### Ontwikkelingen
In het streven naar centralisatie werden in het decennium na de opening meerdere faculteitsbibliotheken opgeheven, nadat de collectie naar de centrale bibliotheek was overgeheveld.
In 2010 onderging de bibliotheek een grondige metamorfose.

## Erkenning
De bibliotheek ontving in 1998 de Nationale Staalprijs in de categorie Gebouwen met een stalen of hybride draagconstructie vooral vanwege het bijzondere gebruik van staal in alle verschillende onderdelen van de constructie.
In 1999 reisde een maquette van het gebouw af naar Brazilië, als onderdeel van de Nederlandse inzending voor de Biënnale van São Paulo.

## Varia
- Actrice Katja Schuurman gebruikte in 2001 het grasdak en de kegel als achtergrond en decor voor de videoclip van haar liedje ‘Brain Wave’.[19]

- Als er sneeuw ligt, wordt er dankbaar van het grasdak gebruik gemaakt voor wintersport zoals sleeën en skiën. Aanvankelijk juichte de TU dit toe, bij wijze van positief visitekaartje.[20] Later bleek dat de lekkages van het grasdak mede door het skiën veroorzaakt waren,[21] en werd het skiën verboden. In ieder geval in 2021 mocht er echter opnieuw geskied worden.[22]

## Galerij

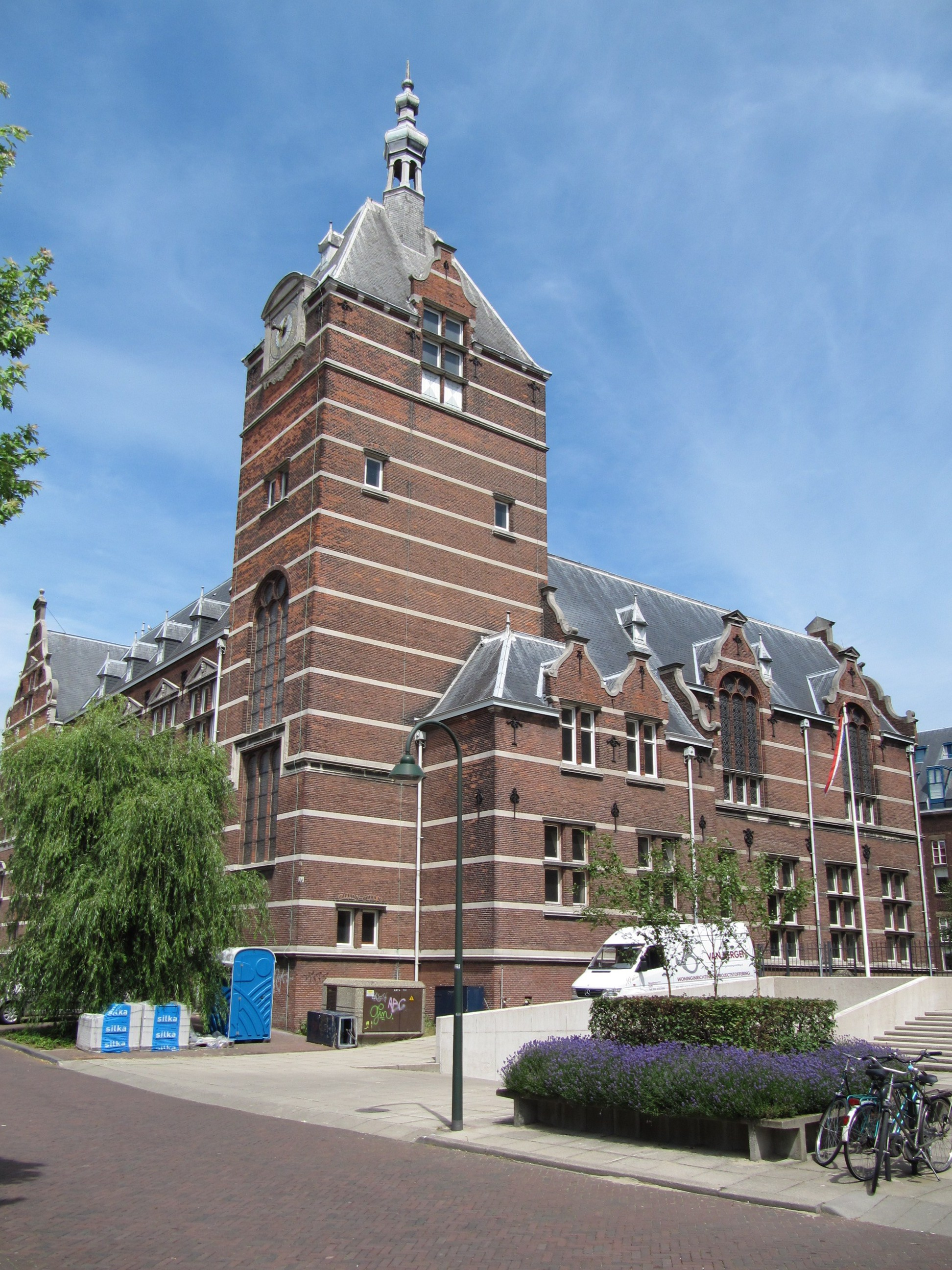
Voormalige bibliotheek aan de Doelenstraat uit 1915
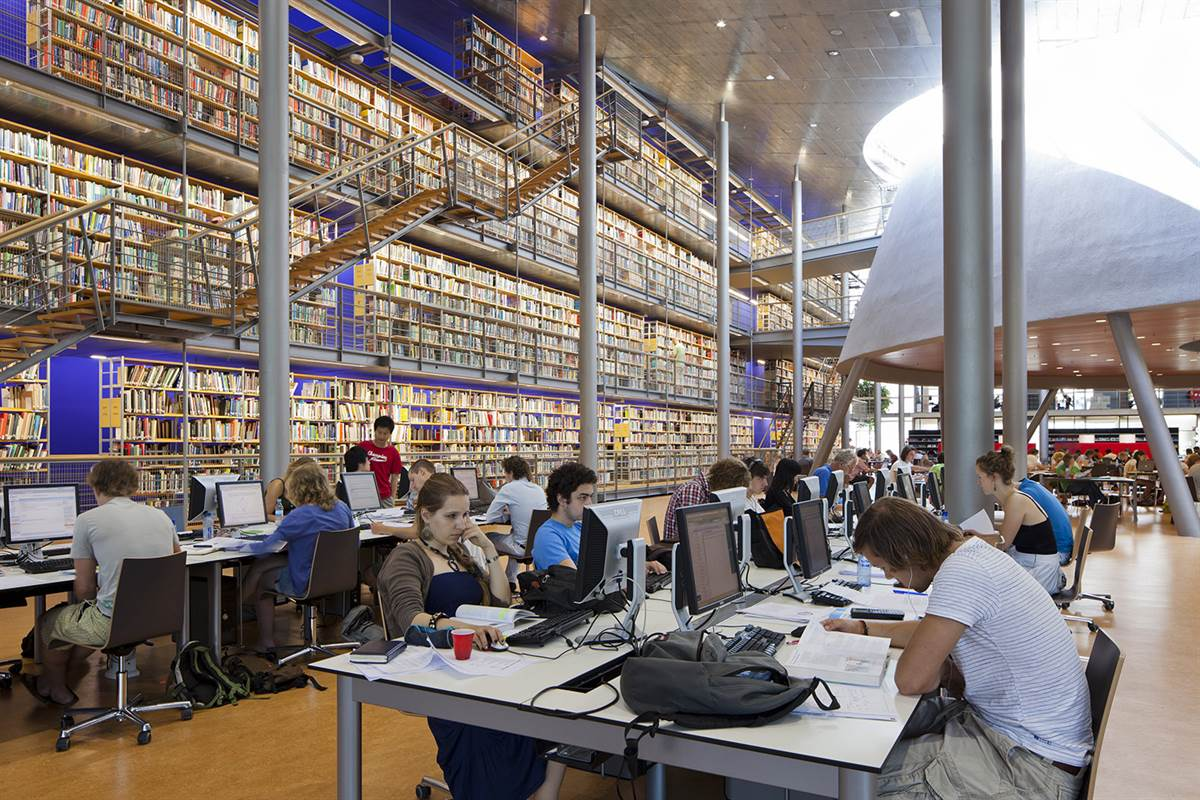
Studieplekken begane grond
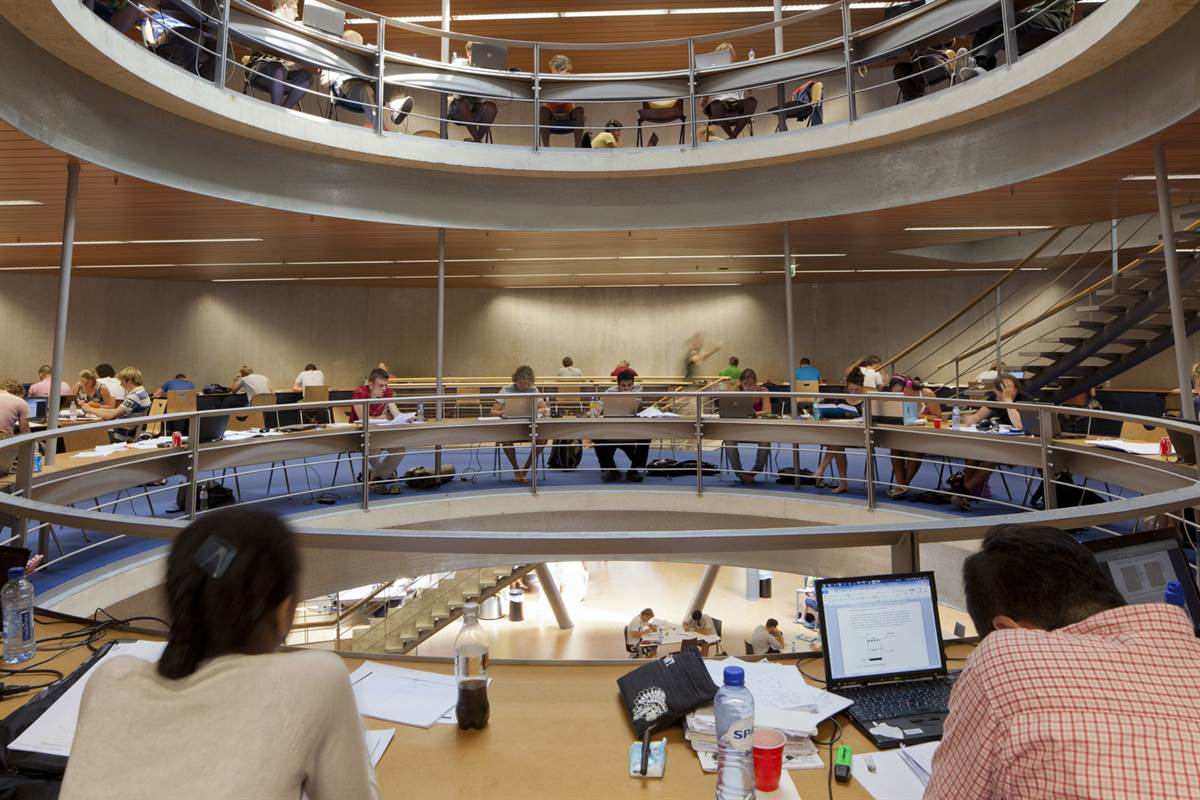
Studieplekken kegel

### Plattegronden

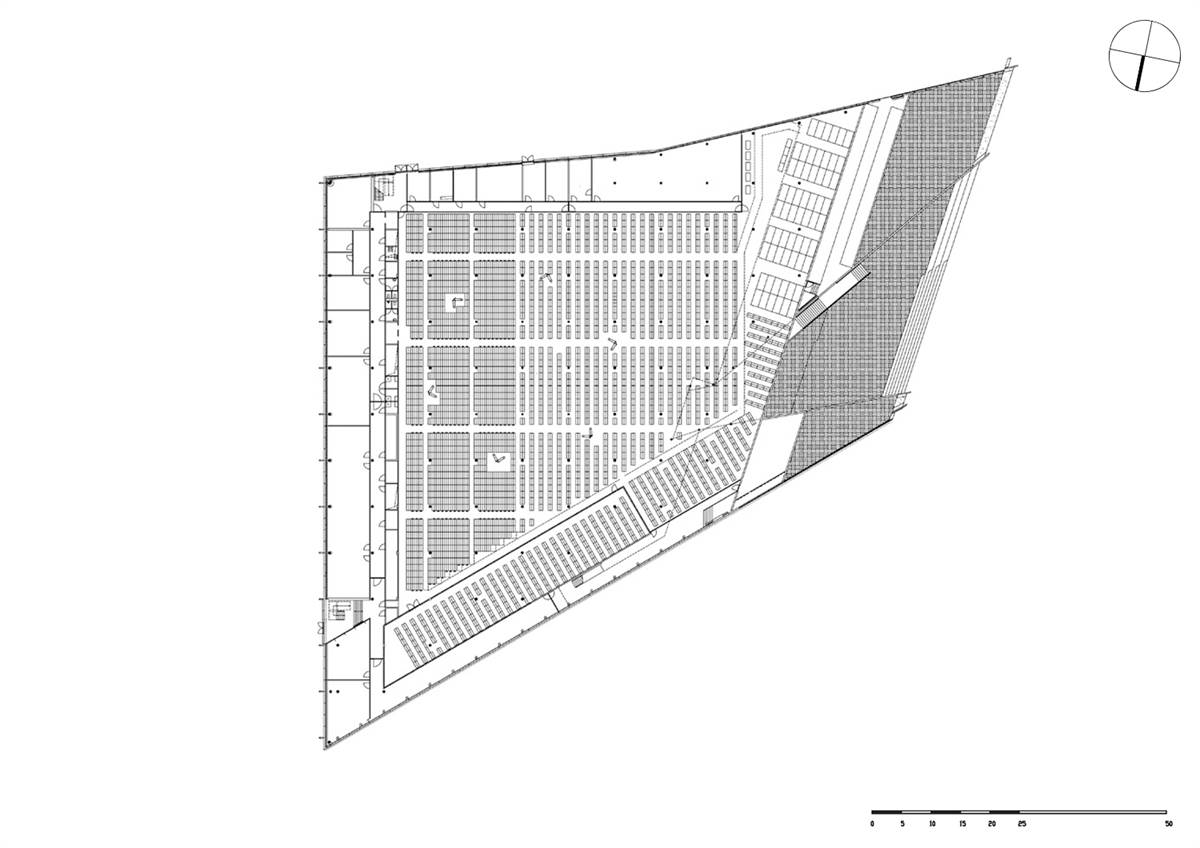
Kelder
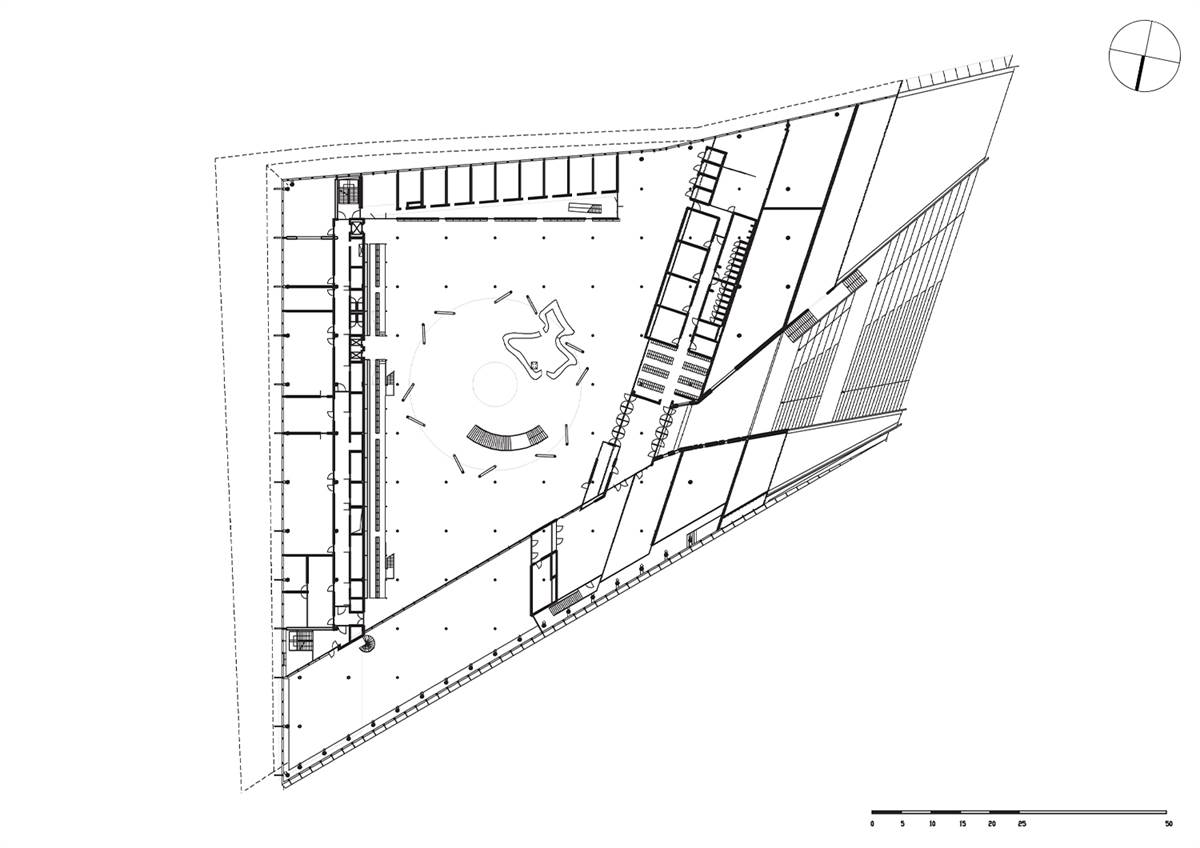
Begane grond
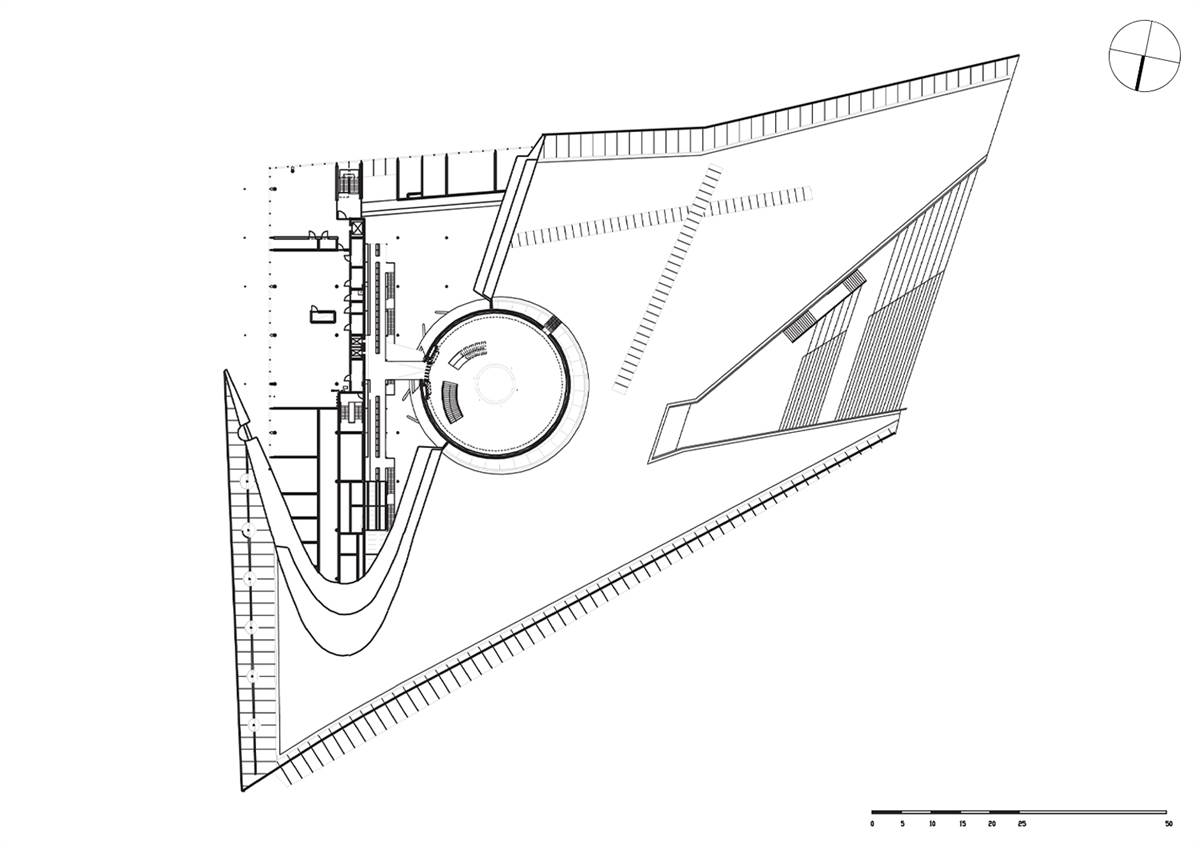
1e verdieping
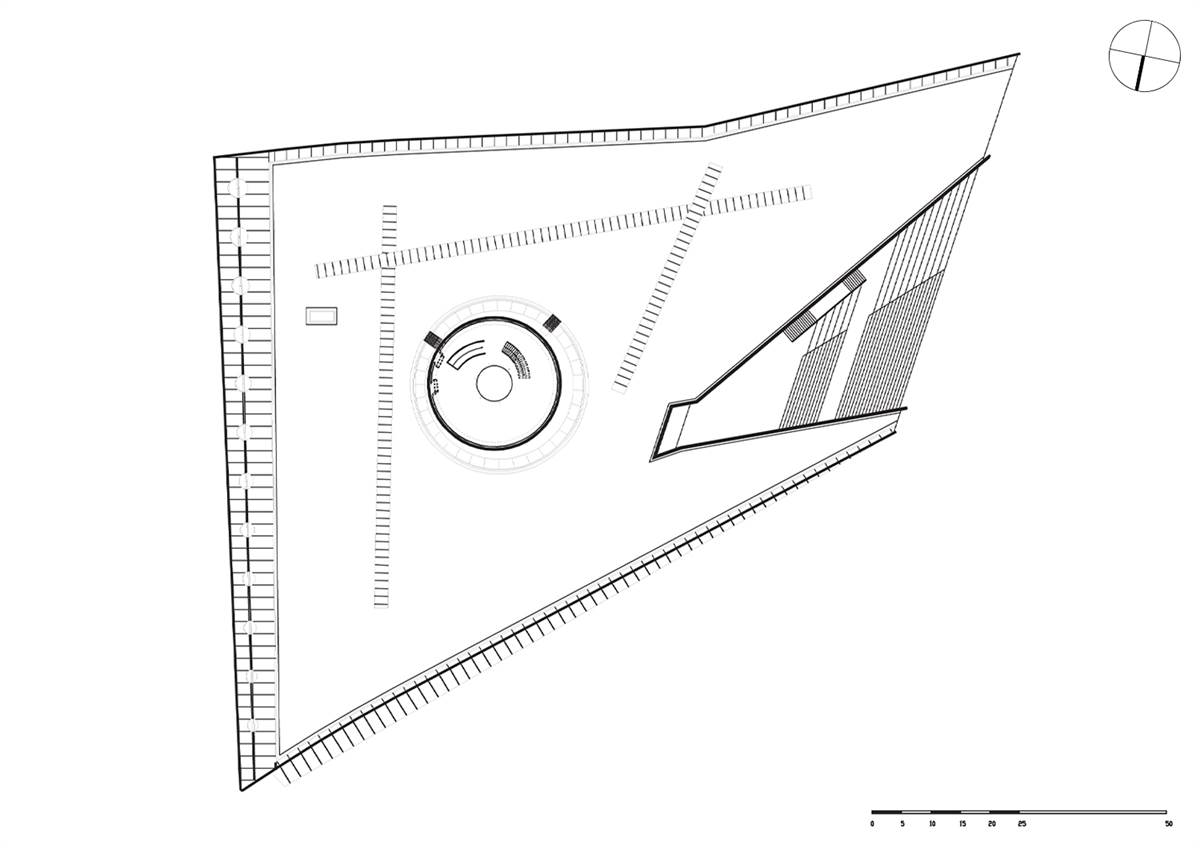
2e verdieping/Dak